# San Juan Lajarcia
San Juan Lajarcia es una localidad del estado mexicano de Oaxaca. Es cabecera del municipio de San Juan Lajarcia.

## Demografía
| Censo | Población |
| ----- | --------- |
| 1900  | 505       |
| 1910  | 552       |
| 1921  | 491       |
| 1930  | 537       |
| 1940  | 393       |
| 1950  | 502       |
| 1960  | 610       |
| 1970  | 608       |
| 1980  | 803       |
| 1990  | 679       |
| 1995  | 536       |
| 2000  | 503       |
| 2005  | 472       |
| 2010  | 486       |
| 2020  | 411       |